# Bøffelbær
Bøffelbær (Shepherdia) er en slægt, som er en slægt med nogle tre arter, som alle findes i Nordamerika. Det er små buske med opstigende eller kroget vækst og gråt løv. Blomsterne er små, og bærrene er temmelig bitre.
| Arter |

- Canadisk bøffelbær (Shepherdia canadensis)
- Sølvgrå bøffelbær (Shepherdia argentea)
- Shepherdia rotundifolia